# 242e régiment d'artillerie
Ne doit pas être confondu avec 242e régiment d'artillerie coloniale.
Pour les articles homonymes, voir 242e régiment.
Le 242e régiment d'artillerie (242e RA) est une unité de l'Armée française. Créé pendant la Première Guerre mondiale comme 242e régiment d'artillerie de campagne (242e RAC), il est avec l'armée d'Orient puis est dissout. Il est recréé au début de la Seconde Guerre mondiale comme 242e régiment d'artillerie lourde divisionnaire (242e RALD) et disparaît après la bataille de France. 

## Création et différentes dénominations
- 1917 : création
- 1918 : dissous
- 1939 : recréation
- 1940 : dissous

## Historique des opérations et garnisons du régiment

### Première Guerre mondiale
Le 242e RAC est créé en avril 1917 à partir des trois groupes de canons de 75 de la 156e division d'infanterie : un groupe du 17e RAC, un du 25e RAC et un du 3e RAC colonial. Il combat sur le front de Macédoine avec sa division jusqu'à l'armistice avec la Bulgarie le 29 septembre 1918.

### Seconde Guerre mondiale
Le 242e RALD est recréé à Laon à la mobilisation de 1939. Avec le 42e régiment d'artillerie divisionnaire de La Fère, il forme l'artillerie de la 3e division d'infanterie motorisée. Formée en majorité de soldats d'active, cette division est une des meilleures unités de l'armée française de 1940. Le 242e RALD est formé de deux groupes (Ve et VIe), le premier équipé de canons de 105 mm C modèle 1934 Schneider tractés par des Unic P107 et le second de canons de 155 mm C modèle 1917 Schneider.
Commandé par le lieutenant-colonel Thomas, le régiment est engagé en soutien de sa division lors de la bataille de Stonne à partir du 15 mai 1940. Il se replie ensuite avec sa division, relativement intact, jusqu'au 13 juin. Le VIe groupe passe le pont d'Arcis-sur-Aube le 14 au matin et, séparé du reste de la division, se replie jusqu'à l'Armistice. Le 5e groupe passe ce pont dans la journée du 14 et s'installe en soutien de la division. Au soir, il subit de lourdes pertes dans une embuscade à Montsuzain. Les cinq derniers canons encore disponibles sont abandonnés et mis hors d'usage à Vaux-Saules le 17 juin puis les derniers éléments sont capturés.